# Kareen Schröter
Kareen Schröter (* 1963 in Ost-Berlin) ist eine deutsche Schauspielerin, die vor allem in der DDR tätig war.

## Leben
Auf der Suche nach jugendlichen Darstellern entdeckte der Regisseur Herrmann Zschoche im Frühsommer 1977 die damals 14-jährige Schülerin an einer Ost-Berliner Oberschule. Er gab ihr die weibliche Hauptrolle in seinem im Spätsommer/Herbst 1977 gedrehten und 1978 veröffentlichten Jugendfilm Sieben Sommersprossen. Zwei Jahre später setzte Zschoche sie in seinem Film Und nächstes Jahr am Balaton ein. Unter der Regie von Hans Kratzert spielte Kareen Schröter im Jahr 1980 in dem Film Mein Vater Alfons (nach dem gleichnamigen Kinderbuch von Günter Ebert). Im Jahr 1984 war sie an der Seite von Jaecki Schwarz, Franziska Troegner, Karin Ugowski und Simone von Zglinicki in einer Hauptrolle im Fernsehfilm Ach du meine Liebe (Regie: Georgi Kissimov) zu sehen. Danach zog sich Schröter aus der Filmbranche zurück.
Nachdem sie jahrelang keinen Studienplatz bekommen hatte, stellte sie einen Ausreiseantrag und verließ letztendlich die DDR. Danach studierte sie einige Jahre lang Psychologie. Sie lebt inzwischen wieder in Berlin.
Im Jahr 2002 wurde sie in der Fernsehdokumentation Busen, Broiler, Bananen – Jugend in der DDR über ihre Filmerfahrungen in ihrer Jugend interviewt.

## Filmografie
- 1978: Sieben Sommersprossen
- 1980: Und nächstes Jahr am Balaton
- 1980: Mein Vater Alfons
- 1984: Ach du meine Liebe (Fernsehfilm)
- 2002: Busen, Broiler, Bananen – Jugend in der DDR (Fernsehdokumentation)